# Esplanada
Esplanada – szeroka ulica z aleją spacerową, promenada. Pierwotnie była to niezabudowana przestrzeń przed fortyfikacjami, najczęściej pas pomiędzy miastem a twierdzą, dający doskonałą widoczność i możliwość prowadzenia ostrzału. 